# Meionomyces astenalis
Meionomyces astenalis är en svampart som beskrevs av Thaxt. 1931. Meionomyces astenalis ingår i släktet Meionomyces och familjen Laboulbeniaceae.   Inga underarter finns listade i Catalogue of Life.